# Jean Caujolle
Pour les articles homonymes, voir Caujolle.

a Compétitions nationales et continentales officielles uniquement.

b Matchs officiels uniquement.
Jean Caujolle est un joueur français de rugby à XV, né le 31 juillet 1888 à Saint-Girons dans l'Ariège et mort le 30 mars 1943 à Renneville en Haute-Garonne.

## Biographie
Mesurant 1,70 m, il débuta avec le Saint-Girons SC de sa ville natale.
Il a occupé le poste d'arrière en sélection nationale et au Stadoceste tarbais.

## Palmarès
En sélection
- 5 sélections en équipe de France, de 1909 (face à l'Angleterre) à 1914 (participation à 2 Tournois des Cinq Nations, en 1913 et 1914)

En club
- Championnat de France de première division :
  - Vice-champion (1) : 1914 - Défaite contre Perpignan
- Championnat d'Armagnac-Bigorre :
  - Champion (3) : 1911, 1912, 1913